# Carl Emil Christiansen
Carl Emil Christiansen (født 31. december 1937 i Esbjerg, død 15. januar 2018) var en dansk fodboldspiller, og fodboldtræner for Esbjerg fB.

## Baggrund og karriere
Carl E. Christensen blev født på første sal i Spangsberggade 36 i Esbjerg, han er søn af møllersvend Charles Møller Christiansen og hustru Emmy Margrethe Nedenskov Petersen. Forældrene var blevet viet i Holsted Kirke den 18. November 1931
Som aktiv fodboldspiller spillede han for Esbjerg fB, og er med 313 førsteholdskampe den spiller, som har spillet attendeflest kampe for klubben gennem tiden. Med hele 112 mål for klubben ligger han nummer fem på alle tiders topscorerliste. Han blev bl.a. topscorer i den bedste danske række i 1962 med 24 mål.
Christiansen blev Y-landsholdsspiller som 17-årig (tre kampe), og fik senere to U-landskampe samt tre kampe på B-landsholdet. Carl Emil debuterede på A-landsholdet (efter at have været reserve 12 gange) den 8. december 1962 mod Malta. Han nåede at spille to A-landskampe og score et mål.
Carl Emil var som aktiv med til at vinde Danmarksmesterskabet hele fire gange (1961, 1962, 1963 og 1965), og vandt pokalturneringen med klubben i 1964.
Carl Emil Christiansen var cheftræner for Esbjerg fB af tre omgange – i både 1972 og fra 1979 til 1980. Han har desuden været træner for Varde IF (i flere perioder), Næsbjerg og Vejen, samt været træner for Tykke Maver (en gren af EfB) i 32 år (1968-2000).
Carl Emil Christiansen døde 15. januar 2018 i Hjerting, 80 år gammel.